# بنجامین نیوت
بنجامین نیوت (انگلیسی: Benjamin Nivet؛ زادهٔ ۲ ژانویهٔ ۱۹۷۷) بازیکن فوتبال اهل فرانسه است.
از باشگاه‌هایی که در آن بازی کرده‌است می‌توان به باشگاه فوتبال اوسر، باشگاه فوتبال تروا، و باشگاه فوتبال کان اشاره کرد.